# سن لورنزو فوری له مورا
سن لورنزو فوری له مورا (انگلیسی: San Lorenzo fuori le Mura) یک کلیسای بازیلیکا کاتولیک در شهر رم، ایتالیا است.
این کلیسا که در قرن چهارم میلادی بنیان‌گذاری شده دارای ۹۰ متر طول و ۲۵ عرض می‌باشد.

## نگارخانه

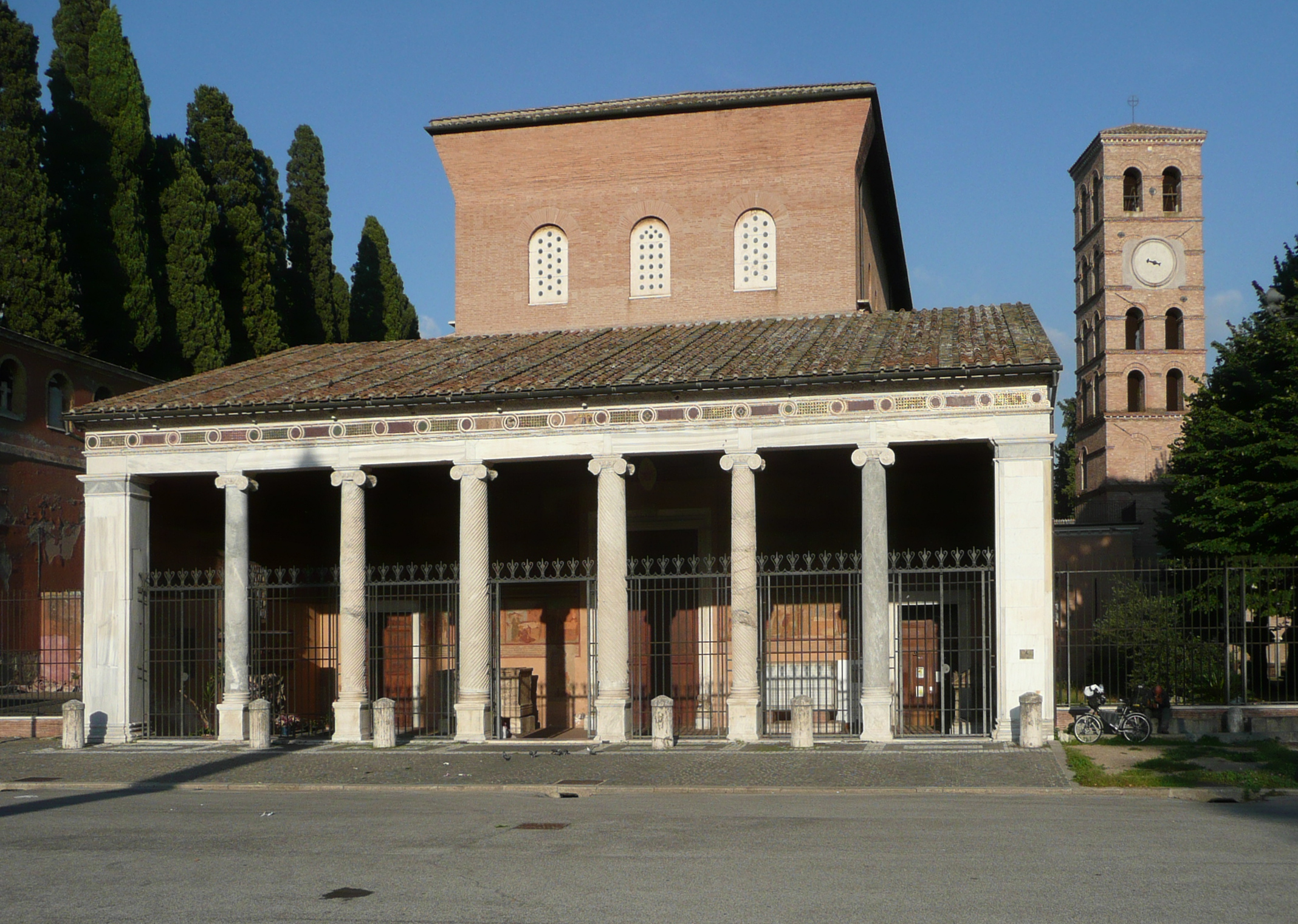
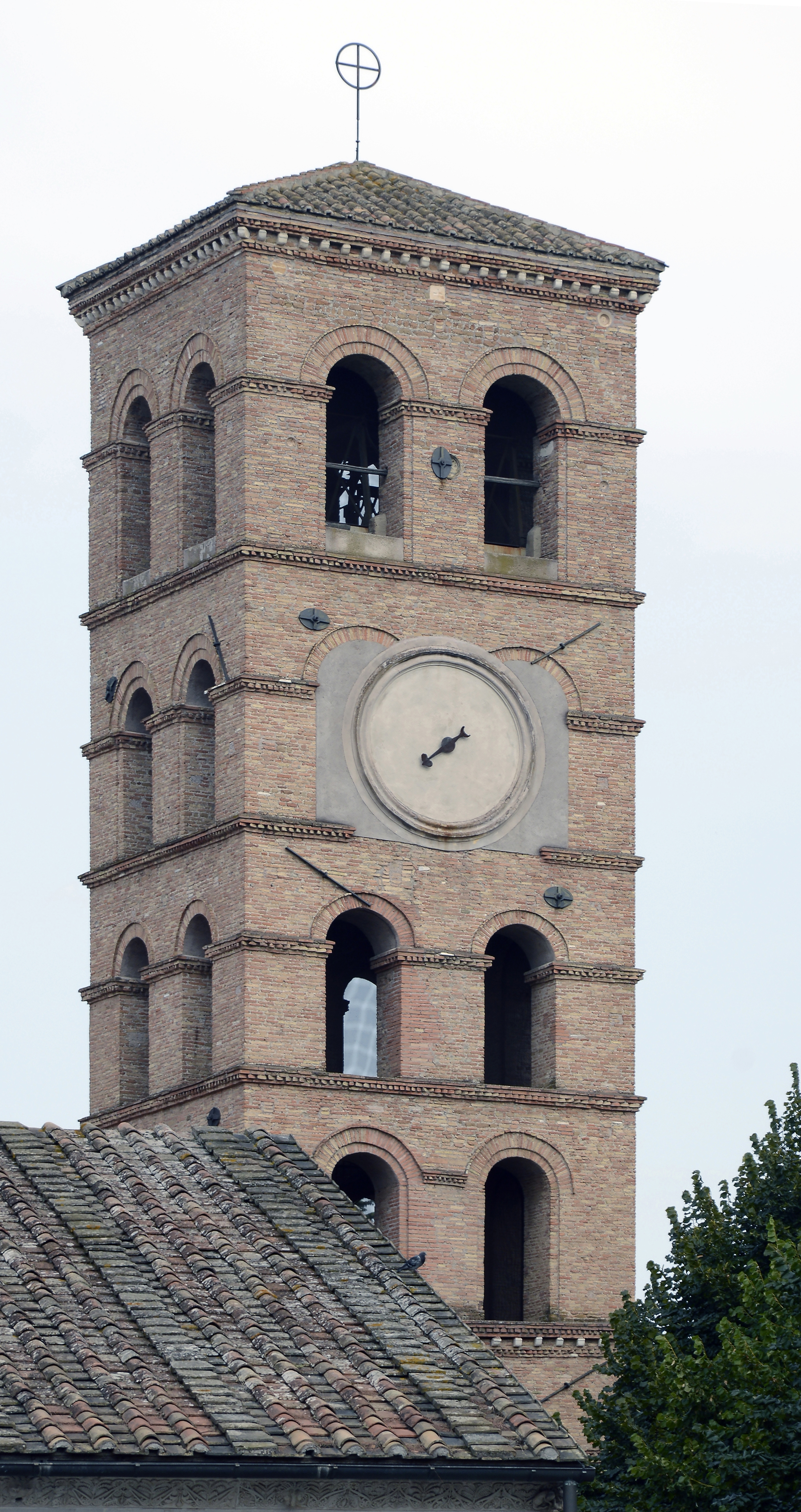
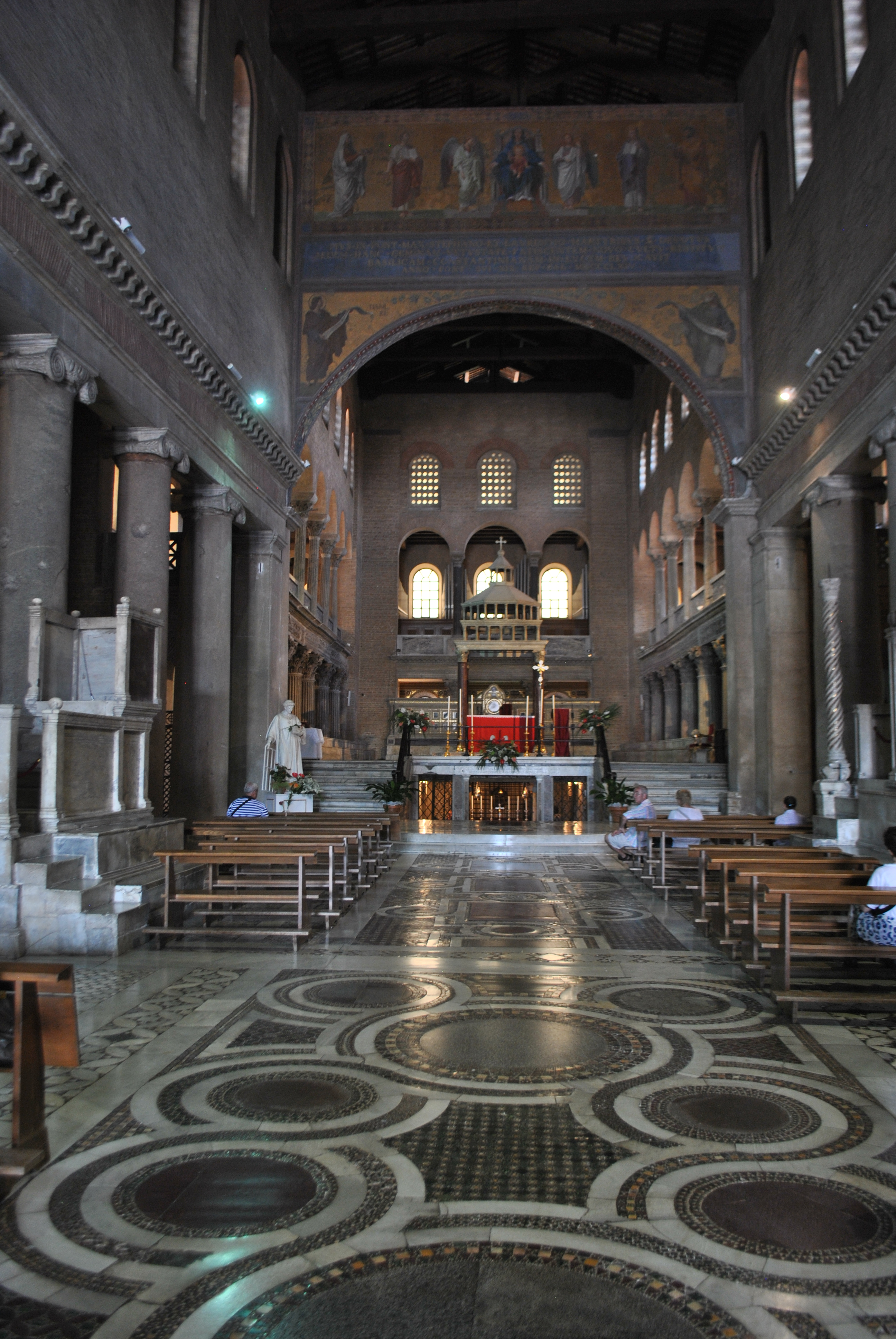
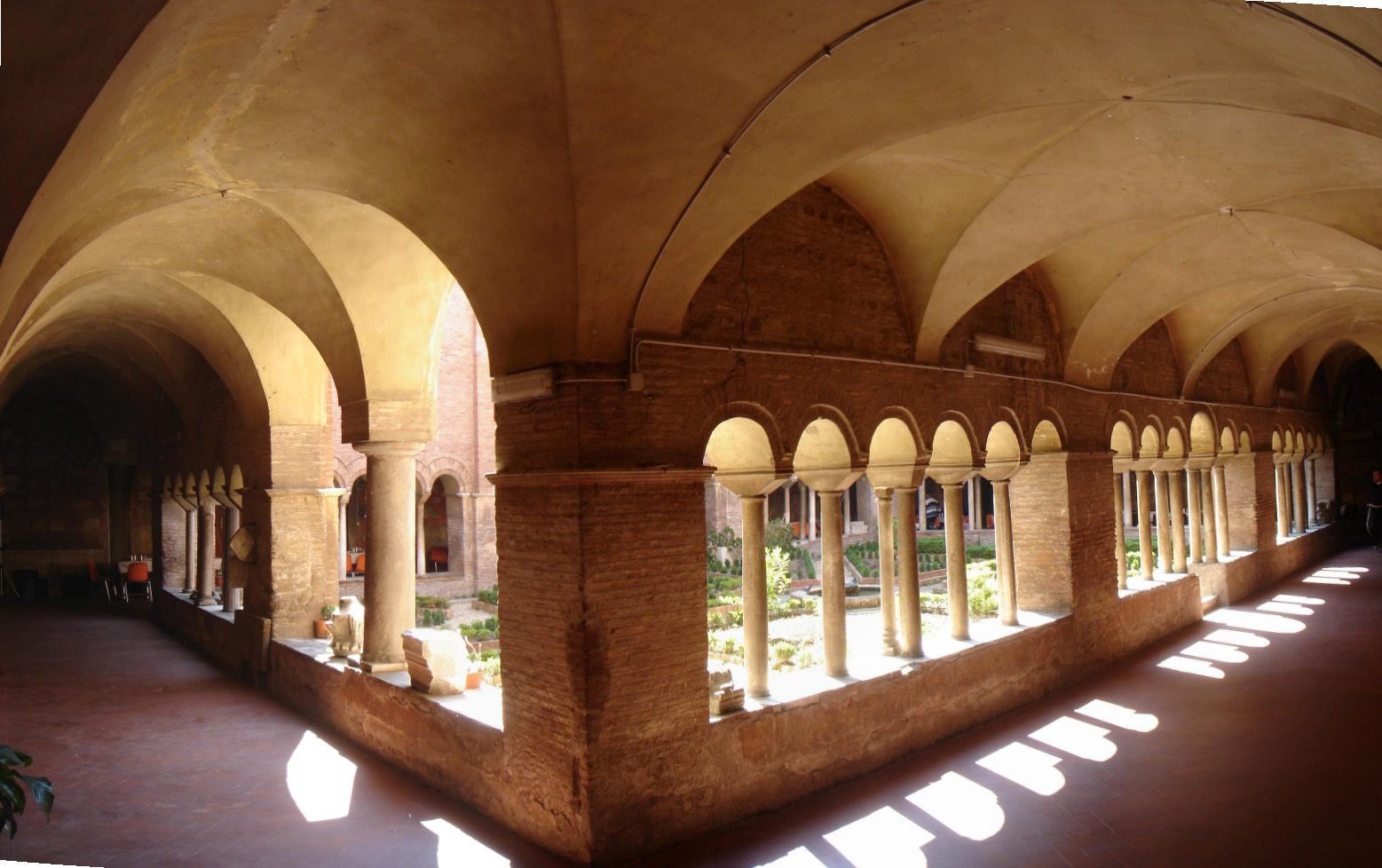